# 山田泰三
山田 泰三（やまだ たいぞう、1977年1月24日 - ）は、フリーアナウンサー、キャスター、ナレーター。サンミュージックプロダクション所属。元名古屋テレビアナウンサー。兵庫県神戸市出身。血液型はA型。

## 来歴・人物
兵庫県立神戸高等学校、神戸大学経済学部卒業。高校の同級生に山田真哉がいる。
2000年4月、名古屋テレビに、アナウンサーとして入社。2002年から2004年まで早朝の情報番組『どですか』を担当。2006年には、ディズニー映画「ライアンを探せ!」の日本語吹き替え版の声優に挑戦した。2006年にはANNアナウンサー賞高校野球実況部門で奨励賞を受賞した。
2007年10月、名古屋テレビを退社し、フリーアナウンサーとなる。当初は圭三プロダクション所属。独立後は主にサッカーを中心としたスポーツ実況の分野で活動している。番組の司会やCM、ドラマ出演なども多い。
2013年5月には、NHKの朝の連続ドラマ「あまちゃん」にもアナウンサー役として出演した。2013年4月から2年間、NHK「サタデースポーツ」「サンデースポーツ」のナレーションも担当。
2015年3月、サンミュージックに移籍したことをブログで報告。
2017年12月いっぱいで8年間司会を務めたテレビ埼玉「Ole! アルディージャ」を卒業した。
大宮アルディージャの試合中継である「アルディージャエキサイトマッチ」の実況は継続して担当している。
2018年からはＷＯＷＯＷにてサッカー中継だけでなく、テニス中継の実況にも携わっている。
2018年2月よりテレビ朝日アスクにて講師を務めている。
娘の山田花凜は同じ事務所に所属する女優で、日本テレビ「クイズ!あなたは小学5年生より賢いの?」に助っ人小学生として出演していた。2024年10月に13歳で気象予報士の資格を取得した。

## 現在の担当番組
- サッカー中継
  - ラ・リーガ（WOWOW：実況）
  - UEFAチャンピオンズリーグ[7]（WOWOW：実況）
  - UEFAヨーロッパリーグ（WOWOW：実況）
  - Jリーグ中継（DAZN:実況）
  - 女子ブンデスリーガ（朝日ニュースター→テレ朝チャンネル2：実況）
  - スーパーJリーグマッチ（テレビ埼玉:実況）
- テニス中継（WOWOW：実況）
- ライオンズアワー（テレビ埼玉：実況）
- 高校野球選手権埼玉大会（テレビ埼玉：実況）
- 陸上ワールドツアー ダイヤモンドリーグ（WOWOW→日テレG+：実況）

## 過去の担当番組
メーテレ時代
- スポーツ中継（サッカー、高校野球、駅伝など）
- WAYAYAあはっ!
- メ～テレオンブス
- どですか!
- こですか
- 解決ポリス ズバリ
- WAYAYA丼（～2007年3月）

独立後
- TOKYO UPDATE（火曜24:55）
- TOKYO FM SPORTS（火曜21:55）（TOKYO FM）
- UEFA EURO 2008（WOWOW：スタジオ進行）
  - UEFA EURO 2012（WOWOW：現地実況）
- 日テレNEWS24（スポーツコーナー、木・金）
- ビーチバレーファイテンJBVツアー（WOWOW：実況）
- NHK海外ネットワーク（NHK総合：ナレーション）
- あまちゃん（NHK総合：アナウンサー役）
- リーガダイジェスト!（WOWOW：司会）
- サタデースポーツ、サンデースポーツ（NHK総合：ナレーション）
- Ole! アルディージャ（テレビ埼玉：司会）